# La Neuville (Amiens)
Pour les articles homonymes, voir Neuville.
Le quartier La Neuville est un petit quartier à la limite des communes d'Amiens et de Camon, situé à l'est de la ville. En bordure des hortillonnages, il a gardé une allure champêtre et une atmosphère paisible.

## Histoire
La toponymie indiquerait une création médiévale de ce petit faubourg qui était peuplé à l'origine de maraîchers. Au XVIe siècle, un moulin à blé fut démoli lors des invasions espagnoles; il fut reconstruit en 1633. Le quartier s'est peu à peu construit aux XIXe et XXe siècles.

## Morphologie urbaine
De taille modeste, le quartier est structuré par quelques voies principales : la rue de l'Agrappin qui traverse le quartier du nord au sud, la rue de la Terrière prolongée par la rue Renée Cossin qui permet de rejoindre Longueau à l'est et le quartier Saint-Acheul.
L'habitat est constitué de maisons individuelles de type « amiénoise », le plus souvent mais aussi de constructions plus récentes.
L'élément dominant du quartier est la maison de retraite à l'architecture du début du XXe siècle.